# Maria's Lovers
Maria's Lovers is een Amerikaanse film van Andrej Kontsjalovski die uitgebracht werd in 1984. 

## Verhaal
De Amerikaanse soldaat Ivan Bibic heeft verscheidene jaren opgesloten gezeten in een Japans kamp. Hij is erin geslaagd de folteringen en de vernederingen te overleven door intens te denken aan en te dromen over Maria Bosic, zijn jeugdliefde op het thuisfront.  
Na de Tweede Wereldoorlog keert hij terug naar zijn gemeenschap van Joegoslavische immigranten in Brownville, Pennsylvania. Ter plaatse stelt hij niet alleen vast dat Maria ondertussen een mooie jonge vrouw geworden is maar ook dat zij een nieuwe vriend heeft, kapitein Al Griselli. Ivan blijft echter zijn droom achterna jagen en herovert Maria's hart.
Ivan en Maria trouwen wat later maar Ivan is niet bij machte om het huwelijk te consummeren. Zijn trauma's, zijn obsessie voor en zijn idealisering van Maria hebben bij hem impotentie veroorzaakt. Hij komt er niet toe zijn emotionele blokkade los te laten. Hun huwelijk leidt onder de situatie temeer daar Maria's seksuele frustratie groter en groter wordt door haar kinderwens.

## Rolverdeling
| Acteur           | Personage            |
| ---------------- | -------------------- |
| Nastassja Kinski | Maria Bosic          |
| John Savage      | Ivan Bibic           |
| Robert Mitchum   | de vader van Ivan    |
| Keith Carradine  | Clarence Butts       |
| Anita Morris     | mevrouw Wynic        |
| Bud Cort         | Harvey               |
| Vincent Spano    | kapitein Al Griselli |
| Karen Young      | Rosie                |
| John Goodman     | Frank                |
| Tracy Nelson     | Joanie               |
| Anna Levine      | Kathy                |
| Bill Smitrovich  | de barman            |